# 大内青琥
大内 青琥（おおうち せいこ、1939年8月30日 - 2005年6月9日）は、日本の画家、エッセイストである。本名は大内兆。祖父は仏教専門紙「明教新誌」発行で知られるジャーナリストの大内青巒、父は洋画家の大内青坡、伯父に彫刻家・版画家・仏師の大内青圃（青坡の弟）、彫刻家の木村五郎（青坡、青圃の妹の夫）がいる。

## 経歴
1939年、東京に生まれる。幼少時より父に師事し絵を学ぶも画業では生計は立たず、「三十数回」も転職をしたと自著『ヤップの島の物語』に記している。1979年に日本を出てミクロネシアを放浪。最終的にヤップ島のマープ島にあるベチヤル（バチエル）村にたどり着き、当時、村の酋長であったベルナルド・ガアヤンの家の居候となる（後に義子）。
大内はガアヤンに依頼され、ガアヤンが盟友のジョン・タマグヨロンとともに建造しようとしていた航海カヌーの建造工程の記録を依頼される。これを受諾した大内は、後に「ペサウ」と名付けられたこの船の建造記録を取り、また1986年6月から7月にかけて行われたヤップ島～小笠原父島間の航海にも同行した。
大内はペサウの航海を見届けてしばらくした後、帰国。2005年に病没。現在は多磨霊園で眠っている。またペサウは園田学園女子大学に保存されている。また大内がヤップ島滞在時に残した日記類は国立民族学博物館に「大内青琥アーカイブ」として収蔵され、2010年に公開された。

## 著書
- 『ヤップの島の物語』朝日新聞社、1985年
- 『おじいさんのはじめての航海』理論社、1989年
- 『ののさま、ただいま』私家版、2006年